# Президио
«Президио» — художественный фильм режиссёра Питера Хайамса.

## Сюжет
На военной базе в Сан-Франциско была убита военный полицейский Петти Линч. Для расследования этого дела на базу направляют детектива Джея Остина, бывшего напарника убитой, где он встречает своего бывшего командира, начальника военной полиции Алана Калдвелла. Несколько лет назад, в должности военного полицейского, Джей пытался арестовать одного из офицеров, но Калдвелл не поддержал Остина и впоследствии понизил в должности, чем вынудил Джея подать в отставку. Не удивительно, что они начинают конфликтовать друг с другом в процессе расследования. К тому же у Остина возникает роман с Донной, дочерью Алана.

## В ролях
| Актёр            | Роль                       |
| ---------------- | -------------------------- |
| Шон Коннери      | подполковник Алан Калдвелл |
| Марк Хэрмон      | Джей Остин                 |
| Мэг Райан        | Донна Калдвелл             |
| Джек Уорден      | Росс Мэклур                |
| Марк Блам        | Артур Пил                  |
| Дана Глэдстоун   | Пол Лоуренс                |
| Дженетт Голдстин | Петти Джин Линч            |

## Съёмочная группа
- Сценарист: Ларри Фергусон
- Режиссёр: Питер Хайамс
- Продюсер: Константин Конте
- Композитор: Брюс Бротон
- Оператор: Питер Хайамс
- Монтажёры: Диана Адлер, Бью Бартель, Джеймс Митчел

## Саундтрек
1. Main Title (02:07)
2. The Lincoln / Patti Jean (01:42)
3. Car Chase (04:33)
4. Sgt. Garfield / Follow me (01:44)
5. I’ll call you / Tokarev Slug (00:40)
6. Empty Bottle / Phone Booth (01:17)
7. Chinatown Chase (02:23)
8. The Car (01:35)
9. Your Fault (00:47)
10. Donna & Jay (03:12)
11. Tailing Spota (03:49)
12. Waterhouse Fight (09:03)
13. Impatient to say Goodbye / End Credits (04:56)

- Общее время звучания 00:37:48